# لباس غواصی و پروانه (فیلم)
لباس غواصی و پروانه (به فرانسوی: Le Scaphandre et le Papillon) عنوان فیلمی فرانسوی است در درون‌مایه درام به نویسندگی رونالد هاروود و کارگردانی جولیان اشنابل است که بر اساس کتاب خاطراتی به همین نام اثر ژان دومینیک بوبی در سال ۲۰۰۷ ساخته شد.
این داستان در واقع زندگی نامه ژان دومینیک بوبی است و حقیقت دارد. 
این فیلم در سال ۲۰۰۷ میلادی، نامزد دریافت ۳ جایزه از جمله برای جایزه نخل طلا در جشنواره بین‌المللی فیلم کن شد. همچنین در همان سال نامزد دریافت ۴ جایزه اسکار شد.

## داستان
داستان فیلم بر اساس کتاب خاطرات ژان دومینیک بوبی اقتباس شده است. ژان دومینیک بوبی قبل از اینکه دچار عارضه حمله مغزی و نشانگان قفل‌شدگی بشود از سردبیران مجله ال بود. وی که دچار فلج جسمی شده بود از لحاظ مغری کاملاً سالم بود اما به جز پلک چشم چپش اختیار تمامی عضلات بدنش را از دست داده بود. از این روی تنها راه ارتباطیش با دیگران از طریق پلک‌ زدن بود. وی به این وسیله و با کمک پرستاران و اطرافیانش کتابی از زندگی خود را نوشت. وی ۱۰ روز پس از چاپ کتابش به علت ابتلا به سینه‌پهلو درگذشت.

## جوایز و نامزدی‌ها
جوایز
- ۶۱مین جایزه فیلم بفتا
  - بهترین فیلمنامه اقتباسی
- ۶۵مین جایزه گلدن گلوب[۳]
  - بهترین فیلم به زبان خارجی
  - بهترین کارگردان فیلم بلند
- ۶۰مین جشنواره فیلم کن
  - بهترین کارگردانی
  - جایزه بزرگ تکنیک
- هیئت ملی نقد فیلم
  - بهترین فیلم خارجی
- منتقدین فیلم جامعه بوستون
  - بهترین کارگردانی
  - بهترین فیلمبرداری
  - بهترین فیلم به زبان خارجی
- منتقدان آنلاین فیلم نیویورک
  - بهترین فیلم (مشترکاً به همراه فیلم خون به پا خواهد شد)
- انجمن منقدان فیلم لس آنجلس
  - بهترین فیلم
  - بهترین کارگردانی
  - بهترین فیلم به زبان خارجی
  - بهترین فیلمبرداری
- انجمن منتقدان فیلم نواحی واشنگتن دی.سی
  - بهترین فیلم به زبان خارجی
- حلقه منتقدان فیلم سان فرانسیسکو
  - بهترین فیلم به زبان خارجی
- انستیتوی فیلم آمریکایی
  - بهترین ده فیلم سال
- جایزه ماهواره
  - بهترین فیلمبرداری
- جوایز EDA
  - بهترین ادیت
  - بهترین فیلم خارجی
- انجمن منتقدان فیلم تورنتو
  - بهترین فیلم خارجی

نامزدی‌ها
- ۸۰مین جایزه اسکار[۴]
  - بهترین کارگردانی (جولیان اشنابل)
  - بهترین فیلمنامه اقتباسی (رونالد هاروود)
  - بهترین فیلمبرداری (ژینوس کامینسکی)
  - بهترین ادیت (ژولیت ولفلینگ)
- ۶۰مین جشنواره فیلم کن
  - نخل طلا
- ۶۵مین جایزه گلدن گلوب
  - بهترین فیلمنامه اقتباسی - فیلم بلند (رونالد هاروود)[۵]